# SNOBOL4
SNOBOL 4 (String Oriented symbolic Language number 4) ist die vierte und letzte Ausprägung einer Reihe von Programmiersprachen mit dem Zweck der Manipulation von Zeichenketten. Diese Sprachen wurden zwischen 1962 und 1967 in den Bell Laboratories von AT&T durch David J. Farber, Ralph E. Griswold und Ivan P. Polonsky entwickelt.
Die Sprache SNOBOL 4 unterstützt eine Reihe von eingebauten Datentypen wie Integer- und Gleitkommazahlen, Zeichenketten, Mustern, Feldern und Tabellen. Darüber hinaus gestattet sie dem Programmierer die Definition von zusätzlichen Datentypen und neuen Funktionen.
Ein wesentliches Unterscheidungsmerkmal zu den seinerzeit gebräuchlichen Programmiersprachen ist die Existenz von Mustern als „erstklassigem“ Datentyp, d. h. einem Datentyp, dessen Wert in jeder Weise manipuliert werden kann wie in anderen Programmiersprachen, sowie von Operatoren zur Verkettung und Manipulation von Mustern. Zeichenketten, die zur Laufzeit erzeugt werden, können als Programm behandelt und ausgeführt werden. Ein Muster in SNOBOL 4 kann sehr einfach, aber auch sehr komplex aufgebaut sein. Ein einfaches Muster ist z. B. nur eine Zeichenkette wie ABCD. Ein komplexes Muster kann hingegen eine große Struktur sein, die z. B. die vollständige Grammatik einer Computersprache beschreiben kann.
In den 1970er und 1980er Jahren war SNOBOL 4 als Sprache zur Manipulation von Texten weit verbreitet. In den vergangenen Jahren hat die Popularität allerdings abgenommen, weil neuere und effizientere Sprachen wie Awk und Perl zur Zeichenkettenbearbeitung mit regulären Ausdrücken beliebter wurden.